# Jardel Nivaldo Vieira
Jardel Nivaldo Vieira (Florianópolis, 29 maart 1986) - alias Jardel - is een Braziliaans voetballer die doorgaans als centrale verdediger speelt. Hij verruilde SC Olhanense in 2011 voor Benfica.

## Clubcarrière
Jardel tekende in januari 2011 bij Benfica. In zijn eerste seizoen speelde hij achttien competitiewedstrijden en vier Champions League-wedstrijden. Tijdens het seizoen 2012/13 begon hij in het tweede elftal. Nadat Luisão voor twee maanden werd geschorst werd hij weer bij het eerste elftal gehaald. Jardel ging fungeren als derde optie centraal achterin. Het duo Ezequiel Garay-Luisão genoot oorspronkelijk de voorkeur van trainer Jorge Jesus. Hier kwam een einde aan in het seizoen 2014/15, toen Jesus Jardel promoveerde tot basisspeler. Dat bleef hij ook nadat de trainer na afloop van dat seizoen vertrok en werd opgevolgd door Rui Vitória. Jardel volgde in september 2018 de gestopte Luisão op als aanvoerder van Benfica.

## Erelijst
| Kampioen Primeira Liga        | 5x | 2013/14, 2014/15, 2015/16, 2016/17, 2018/19 |
| Beker van Portugal            | 2x | 2013/14, 2016/17                            |
| Taça da Liga                  | 5x | 2010/11, 2011/12, 2013/14, 2014/15, 2015/16 |
| Supertaça Cândido de Oliveira | 3x | 2014, 2017, 2019                            |

1 Trubin ·
3 Carreras ·
4 Silva ·
6 Bah ·
7 Amdouni ·
8 Aursnes ·
9 Cabral ·
10 Kökçü ·
11 Di María ·
14 Pavlidis ·
16 Neto ·
17 Aktürkoğlu ·
18 Barreiro ·
20 Mário ·
21 Schjelderup ·
23 Meïté ·
24 Soares ·
25 Prestianni ·
28 Kaboré ·
30 Otamendi ·
32 Benjamín Rollheiser ·
36 Leonardo ·
37 Beste ·
44 Araújo ·
47 Gouveia ·
61 Luís ·
81 Bajrami ·
84 Rêgo ·
85 Sanches ·
Coach: Lage